# Phạm Lê Bổng

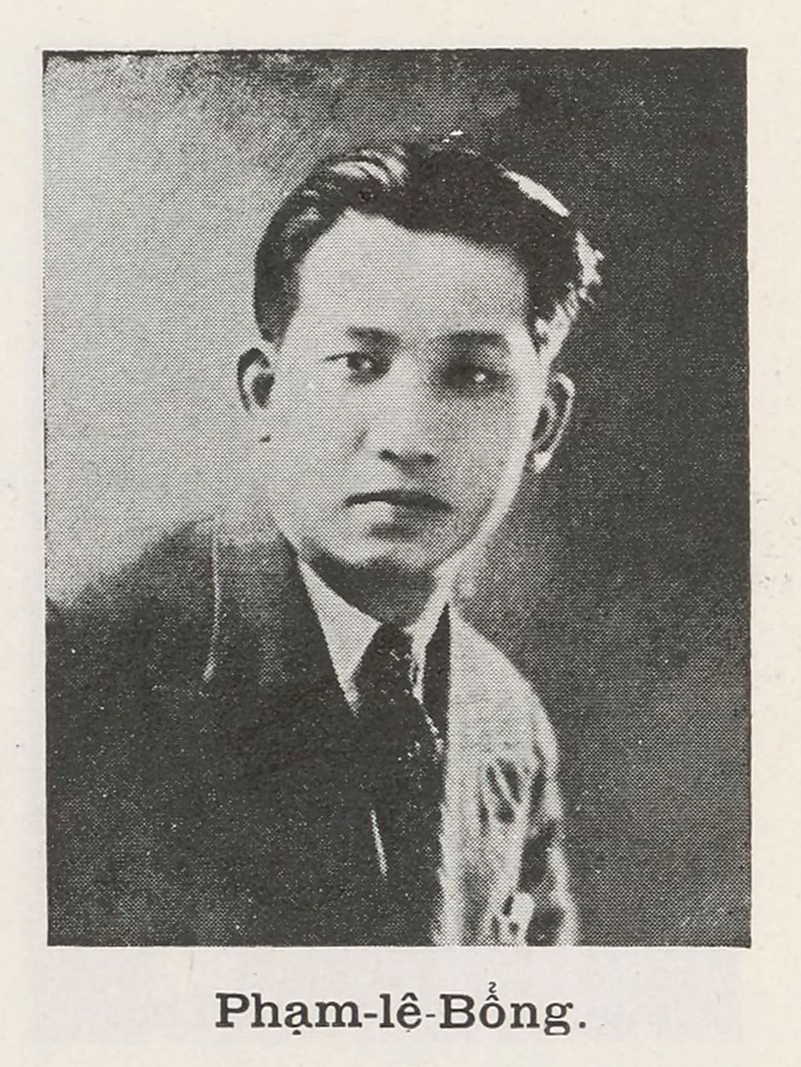
Ông Phạm Lê Bổng

Phạm Lê Bổng (1905 -?) là một thương gia và chính khách người Việt vào đầu thế kỷ 20. Ông được coi là trong giới "người giàu nhất Hà Nội" những năm 1930 - 1940.

## Hoạt động
Ông từng là học sinh trường Lycée Albert Sarraut và Đại học Đông Dương.
Ông được biết đến là chủ hiệu bán pháo Tường Ký, phố Hàng Bồ ở Hà Nội và còn sở hữu đất đai đồn điền ở vùng Nho Quan, Ninh Bình. Ông có chân trong hội Khai trí Tiến Đức, kiêm chức thủ quỹ.
Năm 1926 ông đắc cử làm nghị viên Viện Dân biểu Bắc Kỳ rồi sau đó lên làm chủ tịch Viện Dân biểu. Về mặt chính trị, Phạm Lê Bổng có tiếng là "bảo hoàng" ủng hộ vua Bảo Đại.
Ngoài ra Phạm Lê Bổng còn là thành viên của Đại hội đồng Kinh tế và Tài chính Đông Dương, Hội đồng quản lý sản xuất công nghiệp Đông Dương, và Hội đồng quản trị Phòng Thương mại Hà Nội.
Ông đứng làm giám đốc tờ báo tiếng Pháp La Patrie Annamite (1932-1945) cùng là chủ báo tiếng Việt Việt Cường (1936-1939). Hiệu pháo Tường Ký tọa lạc ở số 51 Phố Hàng Bồ vì có sẵn cơ sở ấn loát nên sau khi Việt Minh lên nắm quyền thì nơi đó bị trưng dụng và sau đổi thành trụ sở báo Lao động cùng là Xứ ủy Đảng Cộng sản Bắc Kỳ và Xứ ủy Việt Minh.
Ông có ba con gái và một con trai.
 Con gái đầu: Phạm Lê Trung trong những năm 1945, 1946 tham gia hoạt động cách mạng, bị ốm nặng và mất sớm.
Con gái thứ hai Phạm Lệ Trinh, sau lấy bác sĩ Đào Huy Chân (đã mất) hiện sống cùng gia đình ở Maryland, Hoa Kỳ.
Con gai thứ ba: Phạm Lê Yến hiện sống cùng gia đình  ở Virginia, Hoa Kỳ (chồng đã mất).
Con trai út: Phạm Lê Ngọc (Lê Hữu Ngọc), cũng đã từng là học sinh trường Lycee Albert Sarraut Hà Nội. Hiện sống cùng gia đình ở Hà Nội [10]
Ông có cô con gái Phạm Lệ Trinh, sau lấy bác sĩ Đào Huy Chân.